# Беларусь на зимних юношеских Олимпийских играх 2016
Белоруссия принимала участие в зимних юношеских Олимпийских играх 2016 года в Лиллехаммере (Норвегия) во второй раз за свою историю, но не завоевала ни одной медали. Страну представляли 16 спортсменов (8 юношей и 8 девушек) в 7 дисциплинах: биатлону, горнолыжному спорту, лыжным гонкам, конькобежному спорту, сноуборде — слоупстайл, фигурном катании — танцы на льду, хоккею с шайбой — индивидуальное мастерство.

## Результаты соревнований

### Горнолыжный спорт
Юноши
| Спортсмены       | Соревнование      | 1 спуск   | 1 спуск | 2 спуск   | 2 спуск | Всего     | Всего |
| Спортсмены       | Соревнование      | Результат | Место   | Результат | Место   | Результат | Место |
| ---------------- | ----------------- | --------- | ------- | --------- | ------- | --------- | ----- |
| Владислав Чэрцин | Слалом            | DNF       | DNF     | —         | —       | —         | —     |
| Владислав Чэрцин | Гигантский слалом | 1:29.56   | 43      | 1:39.13   | 37      | 3:08.69   | 37    |
| Владислав Чэрцин | супергигант       | н/д       | н/д     | н/д       | н/д     | 1:18.06   | 43    |
| Владислав Чэрцин | Суперкомбинация   | DNF       | DNF     | —         | —       | —         | —     |

### Биатлон
Юноши
| Спортсмены         | Соревнование        | Результат | Промахов | Место |
| ------------------ | ------------------- | --------- | -------- | ----- |
| Александр Мацкевич | Спринт              | 19:53.0   | 1        | 8     |
| Александр Мацкевич | Гонка преследования | 31:54.4   | 7        | 18    |
| Кирилл Тюрин       | Спринт              | 21:23.2   | 4        | 28    |
| Кирилл Тюрин       | Гонка преследования | 31:29.2   | 3        | 14    |

Девушки
| Спортсмены        | Соревнование        | Результат | Промахов | Место |
| ----------------- | ------------------- | --------- | -------- | ----- |
| Дарья Иеропес     | Спринт              | 20:04.1   | 2        | 23    |
| Дарья Иеропес     | Гонка преследования | 29:01.2   | 5        | 23    |
| Наталья Карницкая | Спринт              | 21:02.7   | 5        | 34    |
| Наталья Карницкая | Гонка преследования | 28:40.5   | 3        | 21    |

Смешанная
| Спортсмены                                                      | Соревнование                 | Результат | промахов | Место |
| --------------------------------------------------------------- | ---------------------------- | --------- | -------- | ----- |
| Наталья Карницкая Кирилл Тюрин                                  | Одиночная смешанная эстафета | 45:06.5   | 4+17     | 14    |
| Наталья Карницкая Дарья Иеропес Александр Мацкевич Кирилл Тюрин | Смешанная эстафета           |           |          |       |

### Лыжные гонки
Юноши
| Спортсмены    | Соревнование                    | Квалификация | Квалификация | Четвертьфинал | Четвертьфинал | Полуфинал | Полуфинал | Финал     | Финал |
| Спортсмены    | Соревнование                    | Результат    | Место        | Результат     | Место         | Результат | Место     | Результат | Место |
| ------------- | ------------------------------- | ------------ | ------------ | ------------- | ------------- | --------- | --------- | --------- | ----- |
| Тимур Ласкина | 10 км вольным стилем            | н/д          | н/д          | н/д           | н/д           | н/д       | н/д       | 25:40.3   | 19    |
| Тимур Ласкина | Спринт                          | 3:10.42      | 23 Q         | 3:09.11       | 4             | —         | —         | —         | —     |
| Тимур Ласкина | Кросс по пересеченной местности | 3:22.18      | 33           | н/д           | н/д           | —         | —         | —         | —     |

Девушки
| Спортсмены    | Соревнование                    | Квалификация | Квалификация | Четвертьфинал | Четвертьфинал | Полуфинал | Полуфинал | Финал     | Финал |
| Спортсмены    | Соревнование                    | Результат    | Место        | Результат     | Место         | Результат | Место     | Результат | Место |
| ------------- | ------------------------------- | ------------ | ------------ | ------------- | ------------- | --------- | --------- | --------- | ----- |
| Анна Королева | 5 км вольным стилем             | н/д          | н/д          | н/д           | н/д           | н/д       | н/д       | 13:59.6   | 12    |
| Анна Королева | Спринт                          | 3:42.32      | 20 Q         | 3:37.74       | 4             | —         | —         | —         | —     |
| Анна Королева | Кросс по пересеченной местности | 3:49.58      | 20 Q         | н/д           | н/д           | 3:46.02   | 7         | —         | —     |

### Фигурное катание
Пары
| Спортсмены                             | Соревнование  | Короткая программа/Оригинальный танец | Короткая программа/Оригинальный танец | Произвольная программа/Произвольный танец | Произвольная программа/Произвольный танец | Всего     | Всего |
| Спортсмены                             | Соревнование  | Результат                             | Место                                 | Результат                                 | Место                                     | Результат | Место |
| -------------------------------------- | ------------- | ------------------------------------- | ------------------------------------- | ----------------------------------------- | ----------------------------------------- | --------- | ----- |
| Эмилия Колеганова Владислав Полховский | Танцы на льду | 47.88                                 | 6                                     | 60.24                                     | 9                                         | 108.12    | 6     |

Смешанные соревнования команд из разных НОК
| Спортсмены | Соревнование           | Произвольная программа/Произвольный танец | Произвольная программа/Произвольный танец | Произвольная программа/Произвольный танец | Произвольная программа/Произвольный танец | Произвольная программа/Произвольный танец | Произвольная программа/Произвольный танец |
| Спортсмены | Соревнование           | Танцы на льду                             | Пары                                      | Девушки                                   | Юноши                                     | Всего                                     | Всего                                     |
| Спортсмены | Соревнование           | Результат Командный результат             | Результат Командный результат             | Результат Командный результат             | Результат Командный результат             | Результат                                 | Место                                     |
| --- | ---------------------- | ----------------------------------------- | ----------------------------------------- | ----------------------------------------- | ----------------------------------------- | ----------------------------------------- | ----------------------------------------- |
| Группа «Надежда» Эмилия Колеганова / Владислав Полховский Беларусь Ким Су Он / Ким Хен Тэ Южная Корея Лукреция Дженаро Италия Адрыен Баннистер Италия | Командные соревнования |                                           |                                           |                                           |                                           |                                           |                                           |

### Хоккей
| Спортсмены      | Соревнование                        | Квалификация | Квалификация | Финал     | Финал |
| Спортсмены      | Соревнование                        | Результат    | Место        | Результат | Место |
| --------------- | ----------------------------------- | ------------ | ------------ | --------- | ----- |
| Андрей Павленко | индивидуальное мастерство (юноши)   | 5            | 16           | —         | —     |
| Дарья Максимчик | индивидуальное мастерство (девушки) | 7            | 13           | —         | —     |

### Сноуборд
Слоупстайл
| Спортсмены       | Соревнование         | Финал   | Финал   | Финал  | Финал | Финал |
| Спортсмены       | Соревнование         | 1 спуск | 2 спуск | Лучшее | Место |       |
| ---------------- | -------------------- | ------- | ------- | ------ | ----- | ----- |
| Дарина Муравская | слоупстайл (девушки) | 45.75   | 23.50   | 45.75  | 13    |       |

### Конькобежный спорт
Юноши
| Спортсмены     | Соревнование | 1 забег   | 1 забег | 2 забег   | 2 забег | Финал     | Финал |
| Спортсмены     | Соревнование | Результат | Место   | Результат | Место   | Результат | Место |
| -------------- | ------------ | --------- | ------- | --------- | ------- | --------- | ----- |
| Евгений Болгов | 500 метров   | 38.59     | 20      | 37.839    | 16      | 76.43     | 17    |
| Евгений Болгов | 1500 метров  | н/д       | н/д     | н/д       | н/д     | 1:55.88   | 9     |
| Евгений Болгов | масс старт   | н/д       | н/д     | н/д       | н/д     | 5 pts     | 4     |
| Виктор Руденко | 500 метров   | 38.51     | 18      | 37.93     | 17      | 76.44     | 18    |
| Виктор Руденко | 1500 метров  | н/д       | н/д     | н/д       | н/д     | 1:56.52   | 12    |
| Виктор Руденко | масс старт   | н/д       | н/д     | н/д       | н/д     | 5:54.86   | 15    |

Девушки
| Спортсмены        | Соревнование | 1 забег   | 1 забег | 2 забег   | 2 забег | Финал     | Финал |
| Спортсмены        | Соревнование | Результат | Место   | Результат | Место   | Результат | Место |
| ----------------- | ------------ | --------- | ------- | --------- | ------- | --------- | ----- |
| Анна Нифантава    | 500 метров   | 42.42     | 18      | 41.84     | 15      | 84.26     | 16    |
| Анна Нифантава    | 1500 метров  | н/д       | н/д     | н/д       | н/д     | 2:18.13   | 23    |
| Анна Нифантава    | масс старт   | н/д       | н/д     | н/д       | н/д     | DSQ       | DSQ   |
| Евгения Воробьева | 500 метров   | 41.53     | 11      | 41.81     | 14      | 83.34     | 12    |
| Евгения Воробьева | 1500 метров  | н/д       | н/д     | н/д       | н/д     | 2:12.25   | 17    |
| Евгения Воробьева | масс старт   | н/д       | н/д     | н/д       | н/д     | 1 pts     | 6     |

Смешанный командный спринт
| Спортсмены | Соревнование               | Финал     | Финал |
| Спортсмены | Соревнование               | Результат | Место |
| --- | -------------------------- | --------- | ----- |
| Команда 2 Мария Громова Казахстан Хан Мей Китай Маттиас Гауэр Австрия Виктор Руденко Беларусь                    | смешанный командный спринт | 2:00.79   | 10    |
| Команда 5 Эрика Линдгрен Швеция Исабель Ван Элст Нидерланды Евгений Болгов Беларусь Самули Суамалайнен Финляндия | смешанный командный спринт | 2:16.73   | 11    |
| Команда 11 Анна Нифантава Беларусь Юна Анадэра Япония Даан Бакс Нидерланды Франческо Бетти Италия                | смешанный командный спринт | 2:00.13   | 9     |
| Команда 12 Лео Шольц Германия Евгения Воробьева Беларусь Даичы Харыкава Япония Лукас Ман Германия                | смешанный командный спринт | 1:58.95   | 4     |